# Abd ar-Rahman Munif
Abd ar-Rahman Munif (arabisch عبد الرحمن منيف, DMG ʿAbd ar-Raḥmān Munīf, andere Schreibweise Abdalrachman Munif; * 1933 in Amman; † 24. Januar 2004 in Damaskus) war ein arabischer Schriftsteller.

## Leben
Munif wurde 1933 in der jordanischen Hauptstadt Amman geboren. Sein Vater war saudischer Händler und seine Mutter stammte aus dem Irak. 1951 machte Munif sein Abitur und studierte anschließend in Bagdad Rechtswissenschaften. Wegen politischer Agitation wurde er 1955 von der Universität ausgeschlossen. Er setzte in Kairo sein Studium fort, wechselte dann 1958 an die Universität Belgrad, wo er 1961 in den Wirtschaftswissenschaften mit Schwerpunkt Ölwirtschaft promovierte. Nach Bagdad zurückgekehrt, schloss er sich dem radikalen Flügel der Baath-Partei an und hatte verschiedene Tätigkeiten als Ökonom in der Ölbranche inne. So arbeitete er bis 1973 in einer Erdölfirma in Syrien und wurde 1975 Chefredakteur einer irakischen Fachzeitschrift über Öl und Entwicklung.
Ab den 1980er Jahren widmete er sich ausschließlich der Literatur. Zwischen 1981 und 1986 lebte er im Exil in Frankreich, danach zog er mit seiner Familie nach Syrien, in den Heimatstaat seiner Frau. Er verbrachte den Rest seines Lebens in Damaskus, wo er 2004 starb.
Seine Romane gehören zu den meistgelesenen der arabischen Welt. Östlich des Mittelmeers, die Geschichte eines politischen Gefangenen, machte ihn auch international bekannt. Ein wiederkehrendes Thema – unter vielen anderen – ist die Freiheit des Individuums unter den Bedingungen der Diktatur. In seinem fünfbändigen Romanwerk Mudun al-milh („Salzstädte“) wird eine wenig verschlüsselte literarische Nachzeichnung der Entwicklung Saudi-Arabiens von einer tribalen Wüstengesellschaft zur Ölmonarchie unternommen. Aufgrund dieser Pentalogie entzog ihm 1989 der saudi-arabische Staat die Staatsangehörigkeit. Sein letztes belletristisches Werk wurde 1999 publiziert.

## Werke
- al-Ashjar wa-ightiyal Marzuq. 1973 (dt.: Die Bäume und die Ermordung von Marzuq)
- Sharq al-mutawassit. 1975 (Östlich des Mittelmeers, L. Bender (Üb.), Nachwort von Hartmut Fähndrich, 1995, ISBN 3-85787-238-1)
- al-Nihayat (dt.: Am Rande der Wüste. 2000)
- Mudun al-milh. 1984–1989 (Pentalogie Salzstädte)
  - al-Tih, 1984 (Band I der Salzstädte-Pentalogie: Salzstädte, M. Barakat und L. Bender (Üb.), 2003, ISBN 978-3-7205-2425-4)
  - al-Ukhdud, 1985 (Band II der Salzstädte-Pentalogie: Zeit der Saat, M. Barakat und L. Bender (Üb.), 2008, ISBN 978-3-7205-3045-3)
  - Taqasim al-layl wa-n-nahar, 1989 (Band III der Salzstädte-Pentalogie: Das Spiel von Licht und Schatten, M. Barakat und L. Bender (Üb.), 2009, ISBN 978-3-424-35011-1)
  - al-Manbat, 1989.
  - Badiyat az-zulumat, 1989
- Sirat madinah. 1994 (dt.: L. Bender, H. Fähndrich (Üb.): Geschichte einer Stadt. 1996)
- Ard al-Sawad, 1999